# Cantone di Le Blanc-Mesnil
Il Cantone di Le Blanc-Mesnil è una divisione amministrativa degli arrondissement di Bobigny e di Le Raincy.
A seguito della riforma complessiva dei cantoni del 2014 è passato da 1 a 2 comuni.

## Composizione
Prima della riforma del 2014 comprendeva il solo comune di Le Blanc-Mesnil. Dal 2015 comprende Le Blanc-Mesnil e parte del comune di Drancy.